# Guerra della secchia rapita
La guerra della secchia rapita contrappose nel 1325 le città-stato rivali di Bologna e Modena. La guerra fu uno dei tanti episodi della lotta che durò oltre 300 anni tra guelfi e ghibellini. Modena vinse la battaglia di Zappolino, l'unica battaglia della guerra, e la famosa secchia è ancora a Modena tutt'oggi.
Un mito che circonda la Guerra della secchia è che il conflitto sia stato causato dal furto di un secchio da parte dei modenesi da un pozzo bolognese. Tuttavia la realtà è ben diversa: infatti la famosa secchia sarebbe stata presa come trofeo dai modenesi solo dopo che questi vinsero la battaglia di Zappolino, e non prima.

## Antefatti
Dal tardo Medioevo al Rinascimento, l'Italia settentrionale fu divisa tra fazioni che sostenevano le rivendicazioni politiche rivali dell'imperatore del Sacro Romano Impero (ghibellini) e del papa (guelfi). Modena era ghibellina; Bologna invece guelfa.
Nel 1176 Federico Barbarossa fu sconfitto nella battaglia di Legnano dalla Lega Lombarda, che sosteneva Papa Alessandro III.
Questo fu l'inizio di un lungo periodo di conflitti nel'Italia medievale tra guelfi e ghibellini. Le due fazioni opposte iniziarono la guerra l'una contro l'altra. La città di Modena fu una strenua sostenitrice del Sacro Romano Impero; mentre la città settentrionale di Bologna era una città guelfa ed era guidata direttamente dai Papi.
Nel 1296 Bologna prese Bazzano e Savigno a Modena. Ciò dimostra che già prima della Guerra della secchia rapita le due città avevano parecchie inimicizie.
Il mantovano Passerino Bonacolsi, signore di Mantova e di Modena, fu un agente dell'imperatore Ludovico IV di Baviera e condusse una politica bellica ghibellina. Papa Giovanni XXII dichiarò Bonacolsi un ribelle della Chiesa e concesse indulgenza a chiunque avesse potuto nuocere alla sua persona o ai suoi beni.
Nei mesi precedenti la battaglia, gli scontri al confine delle due città si intensificarono. A luglio i bolognesi entrarono nel modenese e devastarono a colpi di spada i campi nel tratto "tra i canali". Ad agosto della plebaglia bolognese, guidata dal suo podestà, trascorse due settimane a devastare altre terre modenesi.

## Battaglia di Zappolino
Dopo che Bologna radunò un esercito di 32 000 uomini e marciò contro Modena nel novembre 1325, 7 000 modenesi guidati da Bonacolsi li incontrarono a Zappolino, in territorio bolognese. I bolognesi furono sconfitti e fuggirono nelle mura della loro città. Circa 2 000 uomini sono stati uccisi da entrambe le parti. Alcuni resoconti affermano che i modenesi presero come trofeo un secchio da un pozzo appena fuori una porta della città.  

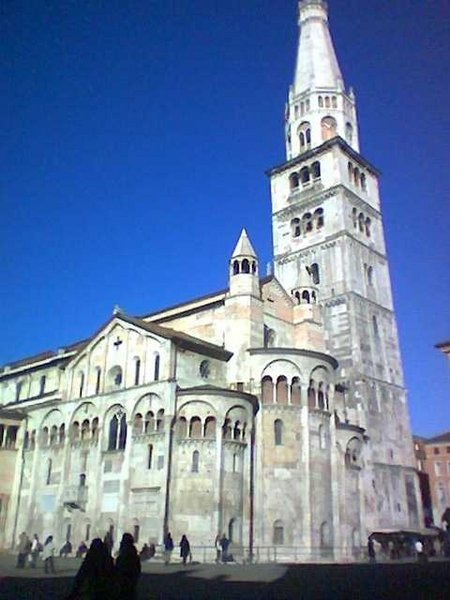
La Ghirlandina

## Conseguenze
Il poeta italiano del XVII secolo Alessandro Tassoni compose l'epopea eroicomica La secchia rapita sugli eventi della Guerra del secchio. Nonostante questa guerra fu decisiva i conflitti non terminarono. Infatti le guerre tra i Guelfi e i Ghibellini continuarono fino al 1529 quando Carlo I di Spagna prese il potere in Italia durante le Guerre Italiane. Di fronte alla minaccia di un'invasione straniera, entrambe le fazioni fecero pace tra loro. La secchia di legno è conservata ancora oggi nel municipio a Modena.